# Louisiana Purchase
Louisiana Purchase és una pel·lícula de comèdia musical nord-americana de 1941 dirigida per Irving Cummings i protagonitzada per Bob Hope, Vera Zorina i Victor Moore. És una adaptació del musical de Broadway de 1940 d'Irving Berlin amb el mateix nom. Una producció de Paramount Pictures, la pel·lícula va ser dirigida per Irving Cummings, amb Robert Emmett Dolan com a director musical com ho havia fet per a l'obra. La pel·lícula satiritza el Partit Demòcrata dels Estats Units i la corrupció política. La pel·lícula va ser el primer llargmetratge de Bob Hope en Technicolor. El títol es refereix a l'estat de Louisiana que s'ofereix a abandonar el controvertit programa Share Our Wealth del difunt líder Huey Long i donar suport totalment al president Franklin Roosevelt i al seu New Deal. A canvi Roosevelt va prometre fons federals per a obres públiques a Louisiana, un acord cínicament conegut per molts com la "segona compra de la Louisiana".
Protagonitzada pel còmic de la casa de Paramount Bob Hope en el paper que William Gaxton va interpretar a l'escenari, la pel·lícula va comptar amb Vera Zorina, Victor Moore i Irène Bordoni repetint els seus papers escènics. Raoul Pene Du Bois va fer la producció i el disseny de vestuari i va ser nominat al Premi de l'Acadèmia a la Millor Direcció d'Art-Decoració d'Interiors, Color juntament amb Stephen Seymour. La fotografia va ser de Harry Hallenberger i Ray Rennahan, que també van rebre una nominació al Premi de l'Acadèmia a la Millor Fotografia.